# Gregorio VIII
Gregorio VIII (* Benevento, hacia 1100-† Pisa,  17 de diciembre de 1187) fue el 173.er papa de la Iglesia católica, en 1187.

## Biografía

### Primeros años
Alberto di Morra nació en Benevento, hacia el año 1105. Su padre fue el noble Sartorius di Morra. Se hizo monje desde una temprana edad, como Cisterciense en Laon, o como Benedictino en Monte Cassino. Fue profesor de derecho canónico en Bolonia.

### Carrera eclesiástica

#### Cardenalato
Fue nombrado cardenal por el papa Adriano IV para posteriormente actuar como canciller para el papa Alejandro III en el concilio que en 1172 se celebró en Avranches y que dio lugar a la absolución del rey inglés Enrique II de la acusación de asesinato de Tomás Becket.

#### Papado
Durante su breve pontificado proclamó, mediante la publicación de la bula Audita tremendi, la Tercera Cruzada al conocer la derrota cruzada en la batalla de Hattin y la subsiguiente caída de Jerusalén a manos de Saladino.
Preparando la flota que habría de transportar las tropas cristianas a Tierra Santa se desplazó a Pisa al objeto de lograr el cese de hostilidades entre esa ciudad y Génova.

### Fallecimiento
Tras un papado de solo 57 días, Gregorio VIII falleció el 17 de diciembre de 1187, durante su estancia en Pisa, a causa de una fuerte fiebre que lo aquejaba. Fue posteriormente enterrado en la catedral de dicha ciudad.
Su sepulcro fue destruido durante el incendio que sufrió la catedral en el año 1600. 

## Cultura popular
Las profecías de San Malaquías se refieren a este papa como Ensis Laurentii (La espada de Lorenzo) cita que hace referencia a que antes de ser elegido pontífice fue cardenal de San Lorenzo y a que en su escudo de armas aparecen dos espadas.